# フクロエビ上目
フクロエビ上目（フクロエビじょうもく、学名: Peracarida）は、軟甲綱の甲殻類で、海水、淡水、地上に生息するものを含む。主に、関節肢の最も基部に近い節に、薄い板状の覆卵葉からなる育児嚢が形成されることで区別される。フクロエビ上目は、甲殻類で最も大きな分類の1つで、約1万2000種が含まれる。大部分は体長2 cm以下だが、恐らく最大の種であるダイオウグソクムシは76 cmにも達する。

## 特徴
この上目の最も顕著な特徴は、メスが育児嚢を持つことである。この育児嚢は、胸肢の最も基部の節から伸び、剛毛に覆われた大きく柔軟な覆卵葉で囲まれ、胸骨を屋根とする空間の床を形成している。この空間は、卵が抱かれる場所で、多くの場合はここで直接発生する。他の特徴としては、1対（稀に2 - 3対）の顎脚や臼歯と門歯の間の下顎骨、胸部体節と融合しない甲羅を持つことである。いくつかの目では、マンカ幼生と呼ばれる段階で、最後1対の脚を欠く。地中に生息するテルモスバエナ目は覆卵葉を持たず、メスの甲羅が伸びて卵嚢の背面を形成している。

## 分類
正確にどの目がフクロエビ上目に含まれるかについては、若干の不合意がある。Martin & Daviesは、以下の11目を含めている。
- 端脚目 (Amphipoda) Latreille, 1816
- クーマ目 (Cumacea) Kroyer, 1846
- ワラジムシ目 (Isopoda) Latreille, 1817
- ロフォガスター目 (Lophogastrida) G. O. Sars, 1870
- ミクトカリス目 (Mictacea) Bowman, Garner, Hessler, Iliffe & Sanders, 1985
- アミ目 (Mysida) A. H. Haworth, 1825
- Pygocephalomorpha目 Beurlen, 1930　・・・現在は絶滅しているグループ
- スペレオグリフス目 (Spelaeogriphacea) Gordon, 1957
- Stygiomysida目 Tchindonova, 1981
- タナイス目 (Tanaidacea) Dana, 1849
- テルモスバエナ目 (Thermosbaenacea) Monod, 1927

しかし、Ruppert, Fox and Barnesはテルモスバエナ目を除外し、これをPancaridaという別の目に含めている。また、ロフォガスター目、アミ目とPygocephalomorpha目を1つのアミ目 (Mysidacea) にまとめている。しかし、Meland and Willassenは分子データによりこの3つの目は近縁ではないことを示した。また、Lowry and Myersは端脚目 (Amphipoda) の1亜目であったインゴルフィエラを、形態分類に基づいて目に昇格させている。